# Ernest Page
Ernest Page (Saint-Vincent 3 de maig de 1888 - Aosta, 24 de febrer de 1969) fou un advocat i polític valldostà. Defensor de la llengua francesa a la Vall d'Aosta, fou un dels fundadors de la Lliga Valldostana, però quan Anselme Réan va decidir donar suport al feixisme va col·laborar en la fundació de la Jeune Vallée d'Aoste el 1925 amb Émile Chanoux i Joseph Trèves. Després passà a la clandestinitat, i el 19 de desembre de 1943 fou un dels signants de la Declaració de Chivasso. L'assassinat de Chanoux el va radicalitzar vers el separatisme, i el 1945 fou un dels fundadors d'Unió Valldostana.
Formà part del primer Consell de la Vall com a assessor d'instrucció pública (1946-1948). Després de les eleccions regionals de la Vall d'Aosta de 1949 deixà el seu càrrec i fou escollit senador per la Vall d'Aosta a les eleccions legislatives italianes de 1948, ocupant el càrrec fins al 1952.